# (4988) Chushuho
(4988) Chushuho est un astéroïde de la ceinture principale.

## Description
(4988) Chushuho est un astéroïde de la ceinture principale. Il fut découvert le 6 novembre 1980 à Nanking par l'observatoire de la Montagne Pourpre. Il présente une orbite caractérisée par un demi-grand axe de 2,41 UA, une excentricité de 0,21 et une inclinaison de 2,1° par rapport à l'écliptique.

## Compléments